# Горячева, Анна Алексеевна
Анна Алексеевна Горячева (родилась 23 февраля 1986 в Самаре) — бывшая российская футболистка, игравшая на позиции нападающей.

## Карьера

### Клубная
В 1999 году занялась профессионально футболом: в её школу пришёл тренер Забир Гайнулин для набора девочек в команду. До 2001 года играла в ДЮСШ города Самары, с 2002 по 2004 выступала за ЦСК ВВС. Вскоре завершила карьеру игрока.

### В сборной
В молодёжной сборной играла на чемпионате Европы 2004 в Финляндии (бронзовая медалистка) и чемпионате мира 2004 в Таиланде (четвертьфиналистка). Привлекалась в сборную России для игр на Кубке Албены—2003. Забила гол в ворота сборной Израиля.

## Личная жизнь
Очень любит сладкое. Любимой командой называет «Реал Мадрид», любимым игроком — Дэвида Бекхэма.

## Примечание
1. ↑  Футбольная программа к матчу ЦСК ВВС—«Рязань-ТНК». — Самара, 29.4.2003. — 4 с. — 100 экз.